# Truck Turner
Truck Turner (Cazadores de asesinos en México y Truck Turner, el cazarrecompensas en España y el resto de Hispanoamérica) es una película de 1974 dirigida por Jonathan Kaplan y protagonizada por Isaac Hayes, Yaphet Kotto y Alan Weeks. 

## Argumento
Truck Turner y Jerry son cazarrecompensas que tienen la misión de atrapar a personas, cuando se escapan de su libertad bajo fianza. Su última tarea es atrapar al proxeneta Gator. Truck y Jerry emprenden para ello una persecución, en la que Gator muere. Su esposa quiere matar por ello a los cazarrecompensas, por lo que a partir de ahora los dos tendrán que defenderse de numerosos asesinos que tendrán la misión de matarlos.

## Reparto
| Actor            | Personaje      |
| ---------------- | -------------- |
| Isaac Hayes      | Truck          |
| Yaphet Kotto     | Blue           |
| Alan Weeks       | Jerry          |
| Annazette Chase  | Annie          |
| Nichelle Nichols | Dorinda        |
| Sam Laws         | Nate Dinwiddie |
| Paul Harris      | Gator          |
| Charles Cyphers  | Drunk          |

## Producción
La película se rodó entre el 12 de noviembre y diciembre de 1973. Se filmó para ello en el principio en Los Ángeles, California y se terminó filmando en Pittsburgh, Pensilvania.

## Recepción
Hoy en día la película ha sido valorada en portales cinematográficos y críticos profesionales. En IMDb, con aproximadamente 3700 votos registrados, el filme obtiene una media ponderada de 6,9 sobre 10. En cuanto a Rotten Tomatoes, los más de 1000 votos registrados allí le dieron una valoración media de 3,7 de 5, mientras que los 5 críticos profesionales registrados allí le dieron una valoración media de 5,7 de 10. También cabe destacar, que en La Vanguardia el 64 % de los usuarios registrados allí le dan una valoración positiva.